# Marie Birde
Marie Evelyn Birgitta Birde, född 4 september 1974, är en svensk journalist. Tillsammans med bland annat Brita Zilg grundade hon tidskriften Darling 1996. Birde var även dess chefredaktör fram till nedläggningen 2002.

## Biografi
När Brita Zilg i mitten av 1990-talet ville göra verklighet av sitt examensprojekt Darling och ta det till webben kontaktade hon Birde. De två hade lärt känna varandra när de arbetade på Nöjesguiden. Birde kom att bli chefredaktör för Darling. Vid denna tid var tidningar på internet ovanliga och tidningen var den första i sitt slag. Det första numret utgavs i december 1996 på adressen drrling.se som en referens till riot grrrl-rörelsen. Darling kom att bli en framgång och hyllades bland annat i Dagens Nyheter för sitt feministiska budskap. Birde arbetade inledningsvis med Darling på fritiden, men när Spray, som stod för serverutrymmet, bestämde sig för att bygga ett mediehus och starta ett eget tidningsförlag, blev Darling en del av satsningen och redaktionen kunde arbeta med webbtidningen som avlönade. I samband med detta började Darling 1997 även att ges ut som en papperstidning. I Darling skrev Birde en dagbok, under pseudonym, vilket kom att bli ett tidigt svenskt exempel på bloggande. I svallvågorna av IT-kraschen, i vilken Spray drogs med, köpte Egmont tidningen år 2001, men lade ner 2002.
Birde har även arbetat med radioprogrammet Stil i P1 och sedan 2016 är hon chefredaktör för barnmagasinet Koko. Koko ges ut på Birdes eget förlag. År 2009 gav Birde ut Vintage : en stilguide till vintagemode på Albert Bonniers förlag. År 2019 utgav hon, tillsammans med Olga Stern, boken Ettor och nollors hemliga liv på Volante förlag. Boken handlar om programmering.
Idag arbetar hon på Bokförlaget Stolpe.